# X (album của Ed Sheeran)
x (phát âm là "multiply", dấu nhân) là album phòng thu thứ hai của ca sĩ-người viết bài hát người Anh Ed Sheeran. Album được phát hành vào ngày 20 tháng 6 năm 2014 tại Australia và New Zealand, và trên toàn thế giới vào ngày 23 tháng 6 năm 2014 thông qua Asylum Records và Atlantic Records. Album nhận được nhiều ý kiến tích cực từ các nhà phê bình. Album đạt nhiều thành công khi xếp thứ nhất tại 15 quốc gia trong đó có UK Albums Chart của Anh và Billboard 200 của Hoa Kỳ cũng như lọt vào top 5 ở 7 quốc gia khác và trở thành album bán chạy nhất năm tại Úc, New Zealand, Ireland và Anh Quốc. Có năm đĩa đơn trong album bao gồm "Sing", "Don't", "Thinking Out Loud", "Bloodstream" và "Photograph".
Đĩa đơn chủ đề "Sing" đạt được thành công khi trở thành đĩa đơn số một tại Anh đầu tiên của Sheeran và lọt vào top 10 tại nhiều quốc gia khác. Đĩa đơn thứ hai trích từ album, "Don't", cũng thành công không kém, đạt vị trí thứ 8 tại Anh, và là bài hát đầu tiên của Ed Sheeran lọt vào top 10 của Billboard Hot 100. Đĩa đơn thứ ba "Thinking Out Loud" là đĩa đơn thành công nhất khi đứng đầu tại 12 quốc gia. Đây là đĩa đơn quán quân thứ hai của Sheeran tại Anh và được chứng nhận bạch kim ba lần với doanh số trên 1 triệu bản tại Anh. Bài hát cũng trở thành đĩa đơn xếp hạng cao nhất tại Mỹ của anh khi đạt vị trí thứ 2 trên Billboard Hot 100. Bài hát được chứng nhận bạch kim 4 lần tại Hoa Kỳ với doanh số trên 4 triệu bản. Bản remix của "Bloodstream" đạt vị trí 2 trên UK Singles Chart và là đĩa đơn thứ tư liên tiếp trong x lọt vào top 10 tại quê nhà của Ed Sheeran. Đĩa đơn thứ năm và cuối cùng, "Photograph", trở thành đĩa đơn thứ năm liên tiếp lọt vào top 10 tại Úc và New Zealand khi lần lượt đạt vị trí thứ 9 và thư 8 ở 2 quốc gia này. Bài hát cũng lọt vào top 10 tại 10 quốc gia khác.
Vào tháng 12 năm 2014, Spotify trao cho x danh hiệu album được stream nhiều nhất trên thế giới năm 2014 với trên 430 triệu lượt phát. x đã được chứng nhận 9× Bạch kim tại Anh với doanh thu trên 2,7 triệu bản, trở thành một trong những album bán chạy nhất trong lịch sử tại Anh Quốc và là album bán chạy thứ 6 trong thập kỷ 2010 tại Anh. Album được chứng nhận 3× Bạch kim tại Canada, 6× Bạch kim ở New Zealand, và 2 bạch kim ở Hoa Kỳ, với doanh số gần 2 triệu bản tại Hoa Kỳ. Đây cũng là album đầu tiên được chứng nhân kim cương tại Úc. x cũng phá kỉ lục album xếp hạng trong top 10 lâu nhất của Adele tại Anh. Trong năm 2015, x giành giải thưởng Brit cho Album Anh của năm và được đề cử cho hạng mục Album giọng pop xuất sắc nhất và Album của năm tại lễ trao giải Grammy lần thứ 57.

## Bối cảnh và thu âm
Khi album đầu tiên + được phát hành năm 2011, Ed Sheeran đã bắt đầu viết các bài hát cho album thứ hai với "One" là bài hát mở đầu, và một bài hát khác đóng vai trò làm bonus track. Sheeran sáng tác cùng Johnny McDaid của Snow Patrol trong những căn phòng khách sạn khi đang cùng nhóm biểu diễn trong chuyến lưu diễn Fallen Empires Tour tại Bắc Mỹ vào năm 2012. Anh cũng sáng tác cùng ca sĩ người Bắc Ireland cũng là người bạn cùng lưu diễn Foy Vance, chấp bút cho khá nhiều bài hát tiềm năng được cho vào trong album. Sheeran quyết định không phát hành album thứ hai vào năm 2012 mà đi theo dấu chân của những nghệ sĩ Anh đồng hương như Adele và One Direction, những người đã "khuấy đảo nước Mỹ". Vào mùa thu năm 2013, Sheeran biểu diễn ba đêm nhạc cháy vé tại Madison Square Garden, kết thúc hai năm rưỡi tập trung vào ghi âm album mới.
Trong một video hậu cảnh của một chuyến lưu diễn, Ed Sheeran có mặt trong phòng thu với Rick Rubin và Pharrell Williams, những người sau đó xác nhận trong các cuộc phỏng vấn rằng đang thực hiện album. Album được dự kiến phát hành vào ngày 17 tháng 2 năm 2014, nhưng đột nhiên bị trì hoãn khi Sheeran có "cơ hội làm việc với Rick Rubin trong hai tháng, điều mà [anh] sẽ không bao giờ từ chối,". Do trước đó đã viết "hàng trăm" bài hát, Sheeran bắt đầu làm việc trong phòng thu với Rubin và họ giảm số bài hát trên xuống 15 bài hát mới sẽ có mặt trong album, ngoại trừ "I See Fire", bài hát được thu âm riêng và phát hành cùng album nhạc phim The Hobbit: The Desolation of Smaug. Sheeran nói rằng anh "khởi đầu việc thu âm một bản acoustic khác, và nó lại chuyển thành một bản thu neo-soul-funk," bởi ảnh hưởng từ việc hợp tác với những nhà sản xuất như Rubin và Benny Blanco đã "khiến [anh] quên đi sự cầu toàn." Có mặt trong phòng thu với Rubin để "thu âm lại toàn bộ các ca khúc" sau hai năm sáng tác chúng ra giúp các bài hát ấy nghe "chân thực và thú vị", ở thời điểm khi Sheeran đang mệt mỏi với chúng, đã trao cơ hội để anh "thực sự hoàn thiện album thay vì chỉ đơn thuần tạo ra nó." Tuy nhiên, việc thực hiện cả album chỉ với Rubin "sẽ khó thành công với các đài phát thanh pop", nên sau khi làm việc với Rubin anh viết các bài hát "I'm a Mess" và "Thinking Out Loud", đều nói về người con gái của anh vào thời điểm đó, cùng một nhà sản xuất khác. Jake Gosling, người đồng sáng tác và sản xuất phần lớn album đầu tay của Sheeran, không hề đặt dấu ấn nào trong album lần này, trong khi những người cộng tác khác bao gồm Gary Lightbody của Snow Patrol và nghệ sĩ dance người Anh, Rudimental.

## Nhạc và lời
"One" là bài hát đầu tiên Sheeran viết trong album, và "đặc biệt êm ả". Được sáng tác bằng một chiếc guitar làm từ gỗ của một thung rượu whisky trong một căn phòng khách sạn khi đang lưu diễn tại Perth năm 2011, bài hát là bài hát cuối cùng về cảm hứng tình yêu của album trước.
Trong cuộc phỏng vấn với Zane Lowe trên kênh BBC Radio 1 để quảng bá cho đĩa đơn đầu tiên "Sing", Sheeran nói về hoạt động trong phòng thu với Pharrell và việc anh chàng này "chơi cho [Sheeran] nghe nhiều thứ, rồi nó dính chặt với đoạn riff này," cuối cùng trở thành yếu tố căn bản của bài hát. Anh cho biết mình từ trước tới nay luôn là một người hâm mộ R&B, nhưng chỉ đang "cố gắng tìm ra hướng đi đúng để thực hiện nó." Sheeran đã bày tỏ ước muốn thực hiện cả một album với chỉ mình Pharrell, và "Sing" sẽ là một phần của kế hoạch Tuy nhiên vài nghệ sĩ như Elton John, Taylor Swift và chính Pharrell, khuyên Sheeran phát hành nó với x. Album đầu tiên của Justin Timberlake, Justified, album mà Sheeran yêu thích, là thứ mà anh chủ ý truyền vào "Sing". Khi làm việc với Pharrell, Sheeran cho biết trên BBC Radio 1Xtra rằng họ cũng viết hai ca khúc khác cùng nhau theo phong cách Ed Sheeran vẫn "thường làm", nhưng đối với "Sing" anh đã thoát "khỏi vùng an toàn của chính mình" giúp cho ca khúc trở nên khác biệt. Pharrell nói rằng anh muốn "thay đổi cách nhìn thế giới của [Sheeran]" và tạo ra những bài hát đi tiên phong chưa từng ai làm. Một bản remix của bài hát được thực hiện cùng với nghệ sĩ thu âm người Hàn Quốc PSY, và video âm nhạc của bài hát lấy bối cảnh dựa theo một đêm đi chơi cùng PSY.
"Don't", bài hát nói về cô gái đã lừa dối tình cảm của Ed Sheeran, được cho là nói về một trong số những người bạn ca sĩ của Sheeran như Ellie Goulding và Taylor Swift, nhưng Sheeran nói rằng đó chắc chắn "một trăm phần trăm không phải Taylor". Anh thậm chí còn chơi thử bài hát cho cô nghe, và cô nói rằng "không bao giờ muốn làm phiền anh nhiều đến thế." Sau nhiều đồn đoán, Sheeran xác nhận ca khúc nói về Ellie Goulding trong một cuộc phỏng vấn với tờ The Sun. Ed Sheeran cũng nói rằng anh đã tha thứ cho Goulding. "Don't" đã được dự tính sẽ là đĩa đơn đầu tiên của album, nhưng đoạn điệp khúc, đặc biệt với đoạn "Don't f- with my love," thực sự không phù hợp cho một đĩa đơn mở màn. Bài hát được thu âm với Benny Blanco trước tiên, rồi sau đó với Rick Rubin, và hai nhà sản xuất này cùng sản xuất nốt đoạn kết. Bài hát thiếu chút nữa đã bị loại khỏi album bởi Ed Sheeran cả thấy nó "hơi riêng tư một chút", nhưng những người đã nghe bản demo khuyên anh vẫn nên phát hành nó, bởi vì đó là "một bài hát ổn... nên cuối cùng nó có mặt trong album."
"Nina" được sáng tác cùng Johnny McDaid, và là bài hát đầu tiên hai người cùng sáng tác cho album. Theo McDaid, bài há là một bản tình ca "tự ti" về "nỗi đau... ở đó anh ấy cơ bản là gọi ai đó và nói với cô gái ấy rằng hãy rời xa anh ấy đi."
"Photograph", cũng được viết cùng McDaid khi anh đang lưu diễn cùng Snow Patrol vào tháng 5 năm 2012, là một bản "ballad bất diệt". Nó ra đời khi còn là một đoạn "lặp piano trên laptop của McDaid" mà Ed Sheeran hát theo. Sheeran nói rằng "đó sẽ là bài hát thay đổi con đường sự nghiệp của tôi", và tin rằng đó sẽ là bài hát giúp anh bán được album, ngay cả "khi phần còn lại của album chỉ đáng vứt đi." Được miêu tả là "Angels của Ed Sheeran", bài hát là một bản "ballad với những tiếng trống lớn, với bối cảnh đặt tại New York."
"Bloodstream" nói về trải nghiệm dùng MDMA của Sheeran trong một lễ cưới tại Ibiza. "Tenerife Sea", được chơi ở dạng demo lần đầu tại buổi biểu diễn cháy vé của Ed Sheeran tại Madison Square Garden, là "bản ballad acoustic thương hiệu". Sheeran viết bài hát về người mẹ của anh. Ed nói rằng mắt mẹ anh màu xanh pha lê - đôi mắt đẹp nhất tôi từng biết" - và đó là điều mà ca khúc hướng đến. "Runaway" là bài hát thứ hai và cuối cùng được Pharrell Williams sản xuất trong album. Bài hát có cùng nguồn cảm hứng là âm nhạc của album đầu tay của Justin Timberlake giống như "Sing". Sheeran cũng dự định đưa bài hát vào dự định tương lai với Pharrell, nhưng nó lại được đưa vào album khi "Sing" cũng có mặt. "The Man", được sản xuất bởi nhà sản xuất quen thuộc Jake Gosling, với phần rap của Sheeran theo phong cách giống với của Mike Skinner của The Streets. Bài hát nói về một mối quan hệ không được như ý muốn, cũng như chạm tới các chủ đề như hôn nhân, chứng nghiện chất kích thích và sự nghiệp âm nhạc của Ed Sheeran.
"Thinking Out Loud" là bài hát cuối cùng được viết trong album và là bài hát mà Sheeran ưng ý nhất. Với ý tưởng viết về bạn gái của Ed Sheeran thời điểm đó, "Thinking Out Loud" có thể coi như một bài hát thích hợp cho mọi đám cưới. "Afire Love" được viết về người ông của Ed Sheeran "hai tuần trước khi ông qua đời". Ông mắc bệnh Alzheimer được hai mươi năm, và Sheeran luôn luôn đau đáu "Điều gì sẽ xảy ra [nếu ông ra đi mãi]? Và rồi ông mất." Sheeran hoàn thành việc sáng tác bài hát ngay tại lễ tang. Bài hát giải thích những gì xảy ra sau khi ông mất, với gia đình Sheeran tụ họp tại lễ tang, và tình cảm sâu sắc ông bà của anh.
"Take It Back" là track đầu tiên chỉ có mặt trong phiên bản đặc biệt của album. Ở đó, Sheeran khẳng định mình không phải một rapper, nhưng vẫn hát cả thảy bốn đoạn rap. Cùng mạch cảm hứng với đĩa đơn "You Need Me, I Don't Need You" trước đây, anh nói về "những sự đấu tranh cá nhân và con đường trở nên nổi tiếng."
"I See Fire", bài hát cuối trong phiên bản đặc biệt (phiên bản đĩa cứng đặc biệt có track thứ mười bảy là "All of the Stars", bài hát được dùng ở phần giới thiệu credit cuối phim The Fault in Our Stars), đã từng được phát hành trước đây cho phần nhạc phim của bộ phim thứ hai trong loạt phim The Hobbit. Sheeran được yêu cầu viết nhạc cho phần kết thúc của bộ phim bởi đạo diễn phim là Peter Jackson, người có con gái là người hâm mộ anh. Sau khi đáp chuyến bay tới New Zealand để xem bộ phim, anh gần như hoàn thành ca khúc trong vòng một ngày, chơi tất cả các nhạc cụ (ngoại trừ cello) trong đó Sheeran tự học chơi vĩ cầm. Bài hát do chính Sheeran sản xuất và được hòa âm trong phòng thu Abbey Road bởi Peter Cobbin và Kirsty Whalley. Nó được phát hành vào ngày 5 tháng 11 năm 2013 với tư cách là đĩa đơn đầu tiên trong album nhạc phim.
Mặc dù x có sử dụng từ cấm kị, đặc biệt trong "Sing" và "Don't" và "The Man", album không bị dán nhãn Parental Advisory: Explicit Content nhờ che đi những từ đó trong bản thu cuối cùng.

## Hình thức bên ngoài
Trong một buổi giao lưu trực tuyến trên YouTube, Sheeran cho biết rằng anh "cảm thấy những tác phẩm [của anh] sẽ có một chủ đề xuyên suốt, ngay cả khi đó chỉ là màu sắc. Cái đầu tiên màu cam, toàn bộ luôn, mọi thứ đều là màu cam. Còn lần này sẽ là xanh lá cây toàn bộ, và mọi thứ cũng sẽ xanh đặc biệt là hình bìa đĩa." Anh cho rằng Coldplay có ảnh hưởng nhất định tới sự lựa chọn đó, bởi họ giữ hình ảnh cho mỗi album họ phát hành.
Bộ đĩa của album cũng được đóng trong một hộp đá quý màu xanh lá cây.

## Quảng bá
Một cuộc đếm ngược để công bố đĩa đơn đầu tiên được thực hiện trên trang Facebook của Ed Sheeran, nhưng nó không may lại bị thông báo sớm bởi Zane Lowe rằng anh sẽ phát bài hát "Sing" và ngày 7 tháng 4 năm 2014 trong chương trình "Hottest Record in the World". Bài hát được phát hai lần liên tiếp còn Sheeran nói chuyện về album và việc được làm việc với Pharrell để sản xuất đĩa đơn. Sheeran trình diễn trực tiếp hai bài hát "Sing" và "Don't" lần đầu trong Saturday Night Live vào ngày 12 tháng 4 năm 2014. Sau đó anh tiếp tục thực hiện một màn trình diễn acoustic cho bài hát "Take It Back" độc quyền trên SB.TV vào ngày 16 tháng 4. Sheeran sau đó thể hiện "Sing" vào ngày 27 tháng 4 năm 2014 tại Logie Awards 2014 tổ chức hàng năm tại Melbourne, Úc. Vào ngày 2 tháng 5, anh đăng tải bản acoustic của "One" trên kênh YouTube. Bài hát được trao miễn phí vào ngày 16 tháng 5 tới những người đã đặt trước album x trên iTunes. Vào ngày 5 tháng 5, Sheeran chơi nhạc trong ba buổi biểu diễn "Multiplyed", bắt đầu tại Steamboat Pub ở Ipswich, tiếp theo tại Koko ở Luân Đôn, và kết thúc tại Dublin, nơi mà buổi trình diễn của anh được truyền hình trực tiếp trên trang web của anh. Ngày hôm sau anh trình diễn trong một buổi thu của đài BBC Radio 1 tại phòng thu Maida Vale của họ. Cũng tại đây Zane Lowe biểu diễn trực tiếp bài hát "One" trong chương trình "Hottest Record in the World". Sheeran nói rằng, cho tới khi album được phát hành, anh sẽ không hát nhiều bài mới trên sân khấu, bởi người hâm mộ "muốn nghe những bài hit", nhưng một khi album ra mắt anh sẽ biểu diễn nhiều bài mới hơn, bởi "đó sẽ là điều mọi người muốn thấy."
Sheeran biểu diễn "Sing" trong chương trình Later Live... with Jools Holland vào ngày 20 tháng 5, cũng như các bài hát trong album vào ngày 23 tháng 5, trong đó có "Thinking Out Loud." Màn trình diễn trực tiếp của anh diễn ra đúng ba năm kể từ lần cuối anh xuất hiện trong chương trình. Sheeran biểu diễn "Sing" trong đêm chung kết chương trình truyền hình The Voice, cùng màn song ca ca khúc "All of the Stars" với nữ thí sinh Christina Grimmie. MTV thông báo rằng một phim tài liệu hậu cảnh về cuộc đời của Ed Sheeran mang tên 9 Days and Nights of Ed Sheeran đang được bấm máy và sẽ lên sóng vào ngày 10 tháng 6. Chương trình sẽ "cho khán giả thấy mọi góc cạnh cuộc sống" của Sheeran khi anh đi lưu diễn, "với cơ hội được gần gũi hơn với Sheeran", biết về những gì anh chưa từng làm trước đây. Taylor Swift và Pharrell Williams cũng góp mặt trong bộ phim tài liệu này. Sau khi video âm nhạc của bài hát "Sing" ra mắt với hình ảnh chú rối đóng vai Sheeran đeo tai nghe Beats by Dre, Sheeran và bài hát sắp ra mắt "Don't" được thông báo sẽ có mặt trong đoạn quảng cáo cho Solo II, dòng sản phẩm tai nghe Beats by Dre mới nhất.
Vào ngày 5 tháng 6, Sheeran xuất hiện trong chương trình Live Lounge do Annie Mac dẫn trên kênh BBC Radio 1 với hai bài hát, "Sing" và một bản hát lại ca khúc "Stay with Me" của Sam Smith. "Don't" được phát trên hệ thống phát thanh hit đương đại của Hoa Kỳ vào ngày 15 tháng 7 năm 2014 với tư cách là đĩa đơn chính thức thứ hai của album.

### x Tour
Để quảng bá album, Sheeran tham gia vào chuyến lưu diễn thế giới mang tên X World Tour, đi qua châu Á, Âu, Bắc Mỹ, Nam Mỹ, Úc và New Zealand cho tới tháng 12 năm 2015.
Bản đặc biệt "Wembley Edition" của album được phát hành vào ngày 13 tháng 11 năm 2015. bao gồm cả các bài hát bổ sung từ DVD phim tài liệu Jumpers for Goalposts - Live at Wembley Stadium.

## Các đĩa đơn
"Sing" là đĩa đơn đầu tiên được phát hành trong album vào ngày 7 tháng 4 năm 2014 trên toàn thế giới, và ngày một tháng 6 tại Vương quốc Anh và Đức. Video âm nhạc của bài hát, được đăng tải độc quyền trên Facebook vào ngày 22 tháng 5, nói về một con rối có khuôn mặt giống Sheeran trong một đêm đi chơi tại Los Angeles. Đĩa đơn ra mắt trên Billboard Hot 100 ở vị trí thứ 15, và leo lên cao nhất ở vị trí số 13. Nó cũng trở thành đĩa đơn đầu tiên của Sheeran giành ngôi quán quân trên bảng xếp hạng ARIA Charts tại Úc và UK Singles Chart tại Anh, nơi bài hát được phát hành cùng với một EP đi kèm gồm một bản hát trực tiếp, một bản remix cho bài "Everything You Are" của Trippy Turtle và một bài hát mới là "Friends", không có mặt trong album x.
"Don't", bài hát trước đó được phát hành trên iTunes dưới dạng đĩa đơn quảng bá "instant grat" thứ hai, được ra mắt trên hệ thống phát thanh contemporary hit của Hoa Kỳ với tư cách là đĩa đơn chính thức thứ hai trong album.
"Thinking Out Loud" được phát trên hệ thống phát thanh châu Đại Dương vào ngày 21 tháng 9 với tư cách là đĩa đơn thứ ba của album. Video âm nhạc được phát hành vào ngày 7 tháng 10. Bài hát thành công vang dội khi bán ra trên 5 triệu bản tính đến tháng 4 năm 2015. Bài hát đứng thứ nhất trên UK Singles Chart và ARIA Charts. Bài hát đạt đỉnh ở vị trí á quân trên Billboard Hot 100 và Canadian Hot 100. "Thinking Out Loud" cũng lọt vào top 10 tại 27 quốc gia khác trong đó có New Zealand, Đức và Ấn Độ. Nó cũng trở thành đĩa đơn bán chạy thứ hai tại Anh của Sheeran sau "The A Team". Bài hát được chứng nhận Bạch kim 5 lần tại Hoa Kỳ.
Vào ngày 11 tháng 2 năm 2015, bản remix của bài hát "Bloodstream" do Ed Sheeran và nhóm nhạc điện tử Anh Quốc Rudimental hợp tác trở thành đĩa đơn thứ tư của album. Đĩa đơn cũng tiếp tục nối dài thành công của các single trước khi xếp thứ hai trên UK Singles Chart.
Đĩa đơn chính thức thứ năm của album là bài hát "Photograph", được phát hành vào ngày 18 tháng 6 năm 2015. Thậm chí ngay cả trước khi bài hát chính thức được phát hành làm đĩa đơn, "Photograph" cũng đã đạt một chứng nhận bạc tại Anh nhờ bán ra trên 200.000 bản.

### Các đĩa đơn quảng bá
"One" là đĩa đơn quảng bá đầu tiên được phát hành vào ngày 16 tháng 5 dưới dạng tải kĩ thuật số "instant grat" trên iTunes khi đặt trước album. Bài hát xuất phát trên UK Singles Chart ở vị trí số 20 và Billboard Hot 100 ở vị trí số 86.
"Don't" là đĩa đơn quảng bá "instant grat" thứ hai của album được phát hành vào ngày 13 tháng 6, mười ngày trước khi album ra mắt. Bài hát xuất phát ở vị trí thứ 21 trên Canadian Hot 100 vào ngày 28 tháng 6 năm 2014.
Sheeran tiết lộ rằng anh sẽ phát hành mỗi ngày một bài hát trích trong album trong tuần lễ trước khi album chính thức ra mắt, dưới dạng các đĩa đơn quảng bá "instant grat" cho những người đặt trước bản đặc biệt của album trên iTunes. Bài hát đầu tiên là "Afire Love", được phát hành vào ngày 16 tháng 6, sau đó là "Bloodstream" vào ngày 17 tháng 6, "Thinking Out Loud" vào ngày 18 tháng 6, "The Man" vào ngày 19 tháng 6 và "Photograph" vào ngày 20 tháng 6.

## Diễn biến thương mại
x debut ngay ở vị trí số một trên UK Albums Chart và trở thành album quán quân thứ hai của anh tại Vương quốc Anh. Album bán được 180.000 bản trong tuần đầu tiên ra mắt, trở thành album bán nhanh nhất của năm 2014 tại Anh, (vượt qua album Ghost Stories của Coldplay). Album giữ vững ngôi vị số một trong 12 tuần không liên tiếp ở Anh, lâu nhất kể từ 21 của Adele vào năm 2011. x là album được tiêu thụ nhiều nhất tại Anh Quốc trong năm 2014 với 1,689 triệu bản và được chứng nhận bạch kim 5 lần. Tính tới tháng 12 năm 2015, album đã bán ra trên 2.660.000 bản ở Anh. Album có 74 tuần không liên tiếp trong top 10, vượt qua kỉ lục 71 tuần của 21.
Tại Hoa Kỳ, x là album quán quân đầu tiên của Sheeran trên Billboard 200, xuất phát ở vị trí số một với doanh thu 210.000 bản. Thêm vào đó, Sheeran cũng có màn ra mắt tốt thứ nhì cho một album pop trong năm 2014 và album (tính cho mọi thể loại) ra mắt tốt thứ 4 trong năm 2014. Tính tới tháng 2 năm 2016, album đã tiêu thụ trên 2 triệu bản tại Hoa Kỳ. Tại Canada, x ra mắt ở vị trí số một trên Canadian Albums Chart; trong tuần thứ hai, album duy trì ở vị trí số một nhờ bán được 7.000 bản. x trở thành album bán chạy thứ tư tại Canada năm 2014 khi bán được 133.000 bản. x cũng có 6 tuần ở vị trí số một tại Úc và bán ra trên 280.000 bản. Album cũng không rời khỏi top 10 tại Úc kể từ khi ra mắt cho tới tận tháng 10 năm 2015. Vào tháng 11 năm 2015, x là album đầu tiên được chứng nhận kim cương bởi Hiệp hội Công nghiệp ghi âm Úc, đồng nghĩa với doanh số 500.000 bản.
x trụ lại trong top 10 New Zealand và Ireland trong 104 tuần và có 21 tuần ở vị trí số 1 ở Ireland.
Theo Liên đoàn Công nghiệp ghi âm quốc tế, x bán được 4,4 triệu bản vào năm 2014 và 3,5 triệu bản vào năm 2015, lần lượt là album bán chạy thứ ba và thứ hai của hai năm trên. Tính tới tháng 12 năm 2016, album đã bán ra 8,6 triệu bản trên toàn thế giới.

## Ý kiến phê bình
| Đánh giá chuyên môn | Đánh giá chuyên môn |
| Nguồn đánh giá      | Nguồn đánh giá      |
| Nguồn               | Đánh giá            |
| ------------------- | ------------------- |
| The A.V. Club       | B                   |
| AllMusic            | [ 2 ]               |
| The Daily Telegraph | [ 100 ]             |
| Drowned in Sound    | 4/10                |
| The Guardian        | [ 102 ]             |
| The Independent     | Không tốt           |
| The Observer        | [ 4 ]               |
| Rolling Stone       | [ 104 ]             |
| Time Out            | [ 105 ]             |
| USA Today           | [ 106 ]             |

Khi ra mắt x nhận được các nhận xét nhìn chung là tích cực từ giới phê bình âm nhạc. Trang tổng hợp nhận xét website Metacritic chấm điểm "Metascore" cho mỗi album dựa trên sự xếp hạng và nhận xét từ các đơn vị phát hành báo chí độc lập đại chúng chọn lọc, và x nhận số điểm 67 trên 100 dựa trên 20 lời phê bình, được đánh giá "nhìn chung là tích cực". Ở tờ The Daily Telegraph, Neil McCormick chấm điểm 5 trên 5 hoàn hảo cho album, bình luận rằng album giống như một "phương tiện để biểu lộ cảm xúc chân thực, khám phá bản thân và bao hàm vạn vật." Stephen Thomas Erlewine của AllMusic chấm album 3,5 trên 5 sao, đánh giá cao cái cách Ed Sheeran sử dụng các yếu tố hip-hop để "giữ [âm nhạc] khỏi việc chỉ đơn thuần là một chút gì đó của thứ nhạc pop thuần thục được lắp ráp chuyên nghiệp và tạo cho nó sự cá tính đầy lôi cuốn." Đối với The A.V. Club, Annie Zaleski chấm album điểm B, nhấn mạnh cách Ed Sheeran cho mọi người thấy rằng âm nhạc của anh "đang trưởng thành thật hỗn độn và cứng nhắc [...] nhưng cũng khẳng định rằng định hướng cuộc đời với sự trưởng thành và sự tự tin là hoàn toàn khả thi." Randall Roberts của Los Angeles Times chấm điểm album hai phẩy năm trên bốn sao, đánh giá âm nhạc của album "được xây dựng khéo léo, hào phóng và sẵn sàng mạo hiểm nếu cần thiết, nhưng dù sao cũng thật khó có thể trở nên nổi bật." Ở tờ Entertainment Weekly, Melissa Maerz cũng chấm điểm B dành cho album, bình luận rằng mặc dù Sheeran "cuối cùng cũng trở nên sôi nổi hơn, nhắm mũi dùi vào cô bạn gái ngôi sao người lăng nhăng với anh chàng khác" thì "sau tất cả anh vẫn là một anh chàng tốt bụng." Alex Petridis của The Guardian chấm album bốn trên năm sao, nêu bật lên cách how chàng nghệ sĩ đang "tự tin dám vượt qua giới hạn của bản thân."
Jason Lipshutz của Billboard chấm album 81 điểm trên 100, và anh "nhận thấy một người nghệ sĩ đầy khát khao được làm mọi thứ có thể để lên tới một nấc thang mới, đơn giản bằng cách đi theo những bản năng của mình." Đối với Q, John Aizlewood chấm album bốn trên năm sao, miêu tả cách Sheeran sử dụng nhiều nhiều người cộng tác có vẻ là "một cách làm sai lầm, nhưng Sheeran đã thành công, chủ yếu bởi vì... những người bạn của anh hướng về anh, chứ không phải một hướng nào khác." Thêm vào đó, Aizlewood nổi bật lên cách Sheeran đã "dùng thành công của anh hơn là bị nó lợi dụng lại." Brian Mansfield của tờ USA Today chấm album ba phẩy năm sao trên bốn, gọi đó là một trong những "album hiếm hoi vừa làm thỏa mãn mong đợi cũng như đồng thời nâng nó lên," và còn "cho ra những bài hát ngọt ngào, dễ bị tổn thương" điều luôn là dấu ấn trong các tác phẩm của Ed Sheeran. Sarah Rodman của tờ The Boston Globe đánh giá tích cực về album, nhận thấy cách Sheeran "xứng đáng có được những gì mình làm được" cùng album của mình.
Với tờ Rolling Stone, Jon Dolan cho album ba sao trên năm, nhận xét rằng "Có lẽ tên album nên là XXX" và đánh giá rằng album "nhiều lúc chất ballad hơi quá ngọt ngào". Jim Farber của New York Daily News chấm album cũng ba trên năm sao, viết rằng cách "Sheeran có thể sáng tác một giai điệu êm tai đến thế và rõ ràng có thứ mà những cô gái trẻ yêu nhiều hơn cả ngoại hình: trái tim." nhưng cũng chỉ ra âm nhạc của anh hơi "nhạt nhẽo", lời bài hát "đơn điệu và ủy mị" còn phong cách của album thì "thiếu thuyết phục". Kitty Empire của The Observer không ấn tượng lắm với album, đánh giá hai trên năm sao, chỉ ra rằng Sheeran "có sự đa dạng về màu sắc nhưng thiếu chiều sâu" và "không thể đi tắt để trở thành người dẫn đầu", kết luận "Sing có lẽ là bài hát hay nhất trong x, có lẽ bởi nó không giống với phong cách của Sheeran". Với Drowned in Sound, Dave Hanratty chấm điểm album bốn trên mười; phê bình album bởi nó "có quá ít sự sống động, như những thanh củi cháy dở thậm chí chẳng thể bùng cháy", nhận xét rằng Sheeran thiếu bản sắc nào đáng chú ý còn phần lớn album "nói cách khác thì chung chung và màu mè." The Independent thì phê bình mạnh mẽ album; đánh giá lời bài hát như là một "bước đi nặng nề chậm chạp qua những những câu nói sáo rỗng" gây "hiệu ứng buồn chán"; còn Sheeran và album thì "uể oải", "quá nhạt nhẽo", "không có sự hài hước hay hấp dẫn" và "thực sự không gây hứng thú".
Allan Raible của ABC News cho rằng Sheeran dành quá nhiều phần trong album "cố gắng gượng ép nhịp điệu trong cái danh thành công," kết luận rằng đó là "một sự hòa trộn dựa trên mặt trái của sự cân bằng." Time Out đánh giá album ba trên năm sao, nói rằng "Ở đó có đủ những đoạn rap vụng về hay thứ tình cảm ướt át để làm những thính giả hoài nghi không hài lòng." PopMatters chấm album 6/10, đánh giá Sheeran là một "một người sử dụng ngôn từ thông minh, dùng những trải nghiệm, những câu chuyện trong quá khứ và nặn chúng thành những ca khúc đầy giá trị, có thể dính chặt trong trí óc bạn nhiều ngày liền" nhưng cũng chỉ ra nhiều bài hát "thiếu bản sắc và sự tỏa sáng" và phê bình Sheeran là "dễ đoán và nhàm chán khi lại thấy một ca sĩ-nhạc sĩ viết về tình cảm và cảm xúc". Trong bài tiểu luận trên Pitchfork, Michael Tedder cho rằng "Thương hiệu Nice Guy" (tạm dịch: Anh chàng tốt bụng) của Sheeran "khẳng định trước người hâm mộ rằng kẻ hát rong sầu muộn vì tình này nhạy cảm, không màu mè [...] và sẽ không làm tan nát con tim như những anh chàng khác. Nhưng qua một lần nghe x mới thấy rằng anh cũng không khác là mấy mẫu người khô cứng, người mà sẽ làm loạn phòng khách sạn mà không một lời giải thích [...]". Anh cũng giải thích lý do Sheeran không có mặt trong Pitchfork Year End List là vì anh chưa có khả năng viết các bài hát "có thể làm thay đổi tâm trí và khiến bạn thích nó ngay cả khi bạn không muốn". Tedder kết luận phong cách sáng tác của Sheeran là "sự kết hợp thái quá giữa Simply Red và G. Love and Special Sauce".

### Ghi nhận
| Ấn phẩm             | Xếp hạng | Danh sách                  |
| ------------------- | -------- | -------------------------- |
| Billboard           | 5        | 10 Album Hay Nhất Năm 2014 |
| Digital Spy         | 5        | Top Album Năm 2014         |
| The Daily Telegraph | 1        | 50 Album Hay Nhất Năm 2014 |

## Danh sách bài hát
| x — Phiên bản thường | x — Phiên bản thường | x — Phiên bản thường                     | x — Phiên bản thường          | x — Phiên bản thường |
| STT                  | Nhan đề              | Sáng tác                                 | Sản xuất                      | Thời lượng           |
| -------------------- | -------------------- | ---------------------------------------- | ----------------------------- | -------------------- |
| 1.                   | "One"                | Ed Sheeran                               | Jake Gosling                  | 4:12                 |
| 2.                   | "I'm a Mess"         | Sheeran                                  | Gosling                       | 4:04                 |
| 3.                   | "Sing"               | Sheeran Pharrell Williams                | Williams                      | 3:55                 |
| 4.                   | "Don't"              | Sheeran Benjamin Levin                   | Rick Rubin Benjamin Levin     | 3:39                 |
| 5.                   | "Nina"               | Sheeran Johnny McDaid                    | Gosling                       | 3:45                 |
| 6.                   | "Photograph"         | Sheeran McDaid                           | Jeff Bhasker Emile Haynie [a] | 4:19                 |
| 7.                   | "Bloodstream"        | Sheeran McDaid Gary Lightbody Rudimental | Rubin                         | 5:00                 |
| 8.                   | "Tenerife Sea"       | Sheeran McDaid Foy Vance                 | Rubin                         | 4:01                 |
| 9.                   | "Runaway"            | Sheeran Williams                         | Williams                      | 3:25                 |
| 10.                  | "The Man"            | Sheeran                                  | Gosling                       | 4:10                 |
| 11.                  | "Thinking Out Loud"  | Sheeran Amy Wadge                        | Gosling                       | 4:40                 |
| 12.                  | "Afire Love"         | Sheeran McDaid Vance                     | McDaid                        | 5:14                 |
| Tổng thời lượng:     | Tổng thời lượng:     | Tổng thời lượng:                         | Tổng thời lượng:              | 50:23                |

| x — Phiên bản đặc biệt | x — Phiên bản đặc biệt       | x — Phiên bản đặc biệt | x — Phiên bản đặc biệt | x — Phiên bản đặc biệt |
| STT                    | Nhan đề                      | Sáng tác               | Sản xuất               | Thời lượng             |
| ---------------------- | ---------------------------- | ---------------------- | ---------------------- | ---------------------- |
| 13.                    | "Take It Back"               | Sheeran McDaid         | Rubin                  | 3:28                   |
| 14.                    | "Shirtsleeves"               | Sheeran                | Gosling                | 3:09                   |
| 15.                    | "Even My Dad Does Sometimes" | Sheeran Wadge          | Gosling                | 3:48                   |
| 16.                    | "I See Fire"                 | Sheeran                | Sheeran                | 4:57                   |
| Tổng thời lượng:       | Tổng thời lượng:             | Tổng thời lượng:       | Tổng thời lượng:       | 65:45                  |

| x — Phiên bản đĩa cứng đặc biệt | x — Phiên bản đĩa cứng đặc biệt | x — Phiên bản đĩa cứng đặc biệt | x — Phiên bản đĩa cứng đặc biệt | x — Phiên bản đĩa cứng đặc biệt |
| STT                             | Nhan đề                         | Sáng tác                        | Sản xuất                        | Thời lượng                      |
| ------------------------------- | ------------------------------- | ------------------------------- | ------------------------------- | ------------------------------- |
| 17.                             | "All of the Stars"              | Sheeran McDaid                  | McDaid                          | 3:55                            |
| Tổng thời lượng:                | Tổng thời lượng:                | Tổng thời lượng:                | Tổng thời lượng:                | 69:40                           |

| Phiên bản collector tại Pháp (CD) | Phiên bản collector tại Pháp (CD)        | Phiên bản collector tại Pháp (CD) |
| STT                               | Nhan đề                                  | Thời lượng                        |
| --------------------------------- | ---------------------------------------- | --------------------------------- |
| 1.                                | "Everything You Are" ("Don't" B-side)    | 3:58                              |
| 2.                                | "Friends" ("Sing" B-side)                | 3:10                              |
| 3.                                | "Sing" (Trực tiếp / 1LIVE Radiokonzert)  | 6:51                              |
| 4.                                | "I'm a Mess" (Trực tiếp từ Lightship 95) | 3:49                              |
| 5.                                | "Don't" (Remix hợp tác với Rick Ross)    | 4:17                              |
| Tổng thời lượng:                  | Tổng thời lượng:                         | 22:05                             |

| x — Phiên bản Wembley | x — Phiên bản Wembley                                  | x — Phiên bản Wembley                        | x — Phiên bản Wembley | x — Phiên bản Wembley |
| STT                   | Nhan đề                                                | Sáng tác                                     | Sản xuất              | Thời lượng            |
| --------------------- | ------------------------------------------------------ | -------------------------------------------- | --------------------- | --------------------- |
| 13.                   | "I See Fire"                                           | Sheeran                                      | Sheeran               | 4:57                  |
| 14.                   | "All of the Stars[b]"                                  | Sheeran McDaid                               | McDaid                | 3:55                  |
| 15.                   | "English Rose"                                         | Sheeran McDaid                               | McDaid                | 3:04                  |
| 16.                   | "Touch and Go"                                         | Sheeran Vance                                | Rubin                 | 4:01                  |
| 17.                   | "New York"                                             | Sheeran Emile Haynie Jeff Bhasker            | Haynie Bhasker [a]    | 3:56                  |
| 18.                   | "Lay It All on Me" (Rudimental hợp tác với Ed Sheeran) | Rudimental James Newman Jonny Harris Sheeran | Rudimental            | 4:02                  |
| Tổng thời lượng:      | Tổng thời lượng:                                       | Tổng thời lượng:                             | Tổng thời lượng:      | 74:18                 |

| x — Phiên bản Wembley (Phiên bản iTunes Kỹ thuật số tại Hoa Kỳ) | x — Phiên bản Wembley (Phiên bản iTunes Kỹ thuật số tại Hoa Kỳ) | x — Phiên bản Wembley (Phiên bản iTunes Kỹ thuật số tại Hoa Kỳ) | x — Phiên bản Wembley (Phiên bản iTunes Kỹ thuật số tại Hoa Kỳ) | x — Phiên bản Wembley (Phiên bản iTunes Kỹ thuật số tại Hoa Kỳ) |
| STT                                                             | Nhan đề                                                         | Sáng tác                                                        | Sản xuất                                                        | Thời lượng                                                      |
| --------------------------------------------------------------- | --------------------------------------------------------------- | --------------------------------------------------------------- | --------------------------------------------------------------- | --------------------------------------------------------------- |
| 13.                                                             | "Take It Back"                                                  | Sheeran McDaid                                                  | Rubin                                                           | 3:28                                                            |
| 14.                                                             | "Shirtsleeves"                                                  | Sheeran                                                         | Gosling                                                         | 3:09                                                            |
| 15.                                                             | "Even My Dad Does Sometimes"                                    | Sheeran Wadge                                                   | Gosling                                                         | 3:48                                                            |
| 16.                                                             | "I See Fire"                                                    | Sheeran                                                         | Sheeran                                                         | 4:57                                                            |
| 17.                                                             | "All of the Stars[c]"                                           | Sheeran McDaid                                                  | McDaid                                                          | 3:55                                                            |
| 18.                                                             | "English Rose"                                                  | Sheeran McDaid                                                  | McDaid                                                          | 3:04                                                            |
| 19.                                                             | "Touch and Go"                                                  | Sheeran Vance                                                   | Rubin                                                           | 4:01                                                            |
| 20.                                                             | "New York"                                                      | Sheeran Haynie                                                  | Haynie                                                          | 3:56                                                            |
| 21.                                                             | "Make It Rain"                                                  | Vance                                                           |                                                                 | 6:42                                                            |
| 22.                                                             | "Parting Glass" (Trực tiếp từ sân vận động Wembley)             | Dân ca                                                          |                                                                 | 3:16                                                            |
| 23.                                                             | "Small Bump" (Trực tiếp từ sân vận động Wembley)                | Sheeran                                                         |                                                                 | 5:03                                                            |
| 24.                                                             | "Lay It All on Me" (Rudimental hợp tác với Ed Sheeran)          | Rudimental Newman Harris Sheeran                                | Rudimental                                                      | 4:02                                                            |

Chú ý
- ^[a]  nghĩa là nhà sản xuất phụ
- ^[b]  Phiên bản Anh của bản tái phát hành thay "All of the Stars" bằng "Photograph (Felix Jaehn Remix)",[130] trong khi phiên bản châu Âu thay bằng "Make It Rain."[131]
- ^[c]  "All of the Stars" bị loại khỏi phiên bản iTunes của bản tái phát hành.[132]
- "Don't" lấy mẫu trong bài hát "Don't Mess with My Man", được sáng tác bởi Raphael Saadiq, Dawn Robinson, Ali Shaheed Muhammad, Conesha Owens và do Lucy Pearl thể hiện.
- "Nina" lấy mẫu từ bài hát "Welcome to My World" của Wretch 32, được sáng tác bởi Jermaine Scott, Isra Andja-Diumi Lohata và Jay Lee Robert Hippolyte.
- "Afire Love" lấy mẫu trong bài hát "Remembering Jenny" do Christophe Beck sáng tác, lấy từ nhạc phim Buffy the Vampire Slayer.
- "Shirtsleeves" lấy mẫu bài "Funky Drummer" của James Brown nhưng không được ghi trong credit.[133]

## Danh sách những người tham gia
Tất cả credit lấy từ ghi chú của album.
Chính
- Ed Sheeran – giọng hát chính, guitar acoustic, guitar điện, tiếng đập tay trong "I'm a Mess" và "Nina", chơi nhạc cụ và lên chương trình trong "Don't", chơi vĩ cầm trong "I See Fire", sản xuất "I See Fire"
- Jake Gosling – sản xuất, kĩ thuật, lên chương trình và trống trong "One", "I'm a Mess", "Nina", "The Man", "Thinking Out Loud", "Shirtsleeves" và "Even My Dad Does Sometimes", nhạc cụ bộ gõ trong "I'm a Mess", "Nina", "Thinking Out Loud" và "Shirtsleeves", piano và tiếng vỗ tay trong "I'm a Mess" và "Nina", synth trong "Nina", Rhodes trong "The Man", nhạc cụ bộ dây và kèn co trong "One", guitar bass trong "Even My Dad Does Sometimes"
- Pharrell Williams – sản xuất và hát giọng bè trong "Sing", sản xuất "Runaway"
- Benny Blanco – sản xuất, nhạc khí và lên chương trình trong "Don't"
- Rick Rubin – sản xuất "Don't", "Bloodstream", "Tenerife Sea" và "Take It Back", nhạc khí và lên chương trình trong "Don't"
- Johnny McDaid – sản xuất và kĩ thuật trong "Afire Love" và "All of the Stars", lên chương trình trong "Afire Love", nhạc cụ phím trong "Tenerife Sea" và "Bloodstream", guitar bass, giọng bè, nhạc cụ gõ, piano, Hammond trong "Afire Love"
- Jeff Bhasker – sản xuất, piano, nhạc cụ phím và guitar bass trong "Photograph"
- Foy Vance – giọng bè cho "Afire Love"
- Amy Wadge – piano cho "Even My Dad Does Sometimes"
- Geoff Swan – kĩ thuật cho tất cả các bài hát trong bản thường
- Spike Stent – hòa âm tất cả các bài hát trong bản thường
- Ruadhri Cushnan – hòa âm tất cả các bài hát trong bản đặc biệt trừ "I See Fire"
- Grant Rawlinson – trợ lý hòa âm trong "Take It Back", "Shirtsleeves" và "Even My Dad Does Sometimes"
- Pete Cobbin – hòa âm trong "I See Fire"
- Kirsty Whalley – hòa âm trong "I See Fire"
- Stuart Hawkes – mastering

Phụ
- Adam Coltman – trợ lý kĩ thuật trong "One"
- William Hicks – biên tập giọng phụ trong "I'm a Mess", "Don't" và "The Man", kĩ thuật trong "Don't"
- Chris Leonard – guitar và bass trong "I'm a Mess", "Nina" and "Thinking Out Loud", guitar trong "The Man" và "Even My Dad Does Sometimes", tiếng vỗ tay trong "I'm a Mess" và "Nina"
- Andrew Coleman – thu âm, biên tập kĩ thuật số, biên khúc và guitar phụ trong "Sing" và "Runaway"
- Ramon Rivas – trợ lý thu âm trong "Sing" và "Runaway"
- Rob Sucheki – trợ lý thu âm trong "Sing" và "Runaway"
- Chris "Anger Management" Sclafani – kĩ thuật trong "Don't"
- Jason Lader – kĩ thuật, keyboard và bass trong "Don't", thu âm và keyboard trong "Bloodstream" và "Tenerife Sea", bass trong "Tenerife Sea"
- Matty Green – kĩ thuật trong "Don't"
- Andrew "McMuffin" Luftman – phối hợp sản xuất trong "Don't"
- Seif "Mageef" Hussain – phối hợp sản xuất trong "Don't"
- Dave Hanych – phối hợp sản xuất trong "Don't", "Bloodstream" và "Tenerife Sea"
- Ricardo Kim – trợ lý sản xuất trong "Don't", "Bloodstream" và "Tenerife Sea"
- Johnnie Burik – trợ lý sản xuất trong "Don't", "Bloodstream" và "Tenerife Sea"
- Sean Oakley – thu âm phụ và biên tập kĩ thuật số trong "Don't", "Bloodstream" và "Tenerife Sea"
- Joshua Smith – thu âm phụ trong "Don't", "Bloodstream" và "Tenerife Sea"
- Eric Lynn – thu âm phụ trong "Don't", "Bloodstream" và "Tenerife Sea", keyboard trong "Bloodstream" và "Tenerife Sea"
- Eric Cardieux – biên tập kĩ thuật số trong "Don't", "Bloodstream" và "Tenerife Sea"
- Christian "Leggy" Langdon – biên tập kĩ thuật số trong "Don't", "Bloodstream" và "Tenerife Sea"
- Adam MacDougall – keyboard trong "Don't" và "Bloodstream"
- Lenny Castro – nhạc cụ gõ trong "Don't", "Bloodstream" và "Tenerife Sea"
- Luis Conte – nhạc cụ gõ trong "Don't", "Bloodstream" và "Tenerife Sea"
- Matthew Gooderham – trợ lý kĩ thuật trong "Nina"
- Ed Howard – tiếng đập tay trong "Nina"
- Emile Haynie – sản xuất phụ và lên chương trình trống trong "Photograph"
- Tyler Sam Johnson – kĩ thuật, guitar điện và lên chương trình trống trong "Photograph"
- Davide Rossi – biên khúc dây trong "Photograph", nhạc cụ dây trực tiếp trong "Afire Love"
- Chris Dave – trống trong "Bloodstream" và "Tenerife Sea"
- Blake Mills – guitar trong "Tenerife Sea"
- Peter Gosling – piano trong "Thinking Out Loud"
- Geoff Leaa – trống trong "Afire Love"
- Coco Arquette – giọng phụ và hợp nhạc cụ bộ gõ trong "Afire Love"
- Courteney Cox – giọng phụ và hợp nhạc cụ bộ gõ trong "Afire Love"
- Eamon Harkin – giọng phụ và hợp nhạc cụ bộ gõ trong "Afire Love"
- Nigel Collins – cello on "I See Fire"
- Steve Gallagher – thu âm trong "I See Fire"
- Graham Kennedy – thu âm trong "I See Fire"

## Xếp hạng
| Bảng xếp hạng (2014–15)                  | Vị trí cao nhất |
| ---------------------------------------- | --------------- |
| Album Anh Quốc (OCC)                     | 1               |
| Album Áo (Ö3 Austria)                    | 2               |
| Album Argentina (CAPIF)                  | 3               |
| Album Ba Lan (ZPAV)                      | 2               |
| Album Bỉ (Ultratop Vlaanderen)           | 2               |
| Album Bỉ (Ultratop Wallonie)             | 8               |
| Album Bồ Đào Nha (AFP)                   | 2               |
| Brasil Album (ABPD)                      | 9               |
| Album Canada (Billboard)                 | 1               |
| Album Cộng hòa Séc (ČNS IFPI)            | 10              |
| Croatia (Toplista)                       | 4               |
| Album Đan Mạch (Hitlisten)               | 1               |
| Album Đức (Offizielle Top 100)           | 1               |
| Album Hà Lan (Album Top 100)             | 1               |
| Hàn Quốc (GAON)                          | 45              |
| Album Hungaria (MAHASZ)                  | 3               |
| Album Ireland (IRMA)                     | 1               |
| Mexico (AMPROFON)                        | 17              |
| Album Na Uy (VG-lista)                   | 1               |
| Nam Phi Album (RISA)                     | 1               |
| Album New Zealand (RMNZ)                 | 1               |
| Nhật (Oricon)                            | 32              |
| Album Pháp (SNEP)                        | 5               |
| Album Phần Lan (Suomen virallinen lista) | 1               |
| Album Scotland (OCC)                     | 1               |
| Album Tây Ban Nha (PROMUSICAE)           | 6               |
| Album Thụy Điển (Sverigetopplistan)      | 1               |
| Album Thụy Sĩ (Schweizer Hitparade)      | 1               |
| Album Úc (ARIA)                          | 1               |
| Album Hoa Kỳ Billboard 200               | 1               |
| Album Hoa Kỳ Digital (Billboard)         | 3               |
| Ý (FIMI)                                 | 2               |

| Bảng xếp hạng (2014)          | Vị trí |
| ----------------------------- | ------ |
| Úc (ARIA)                     | 1      |
| Áo (Ö3 Austria)               | 35     |
| Bỉ (Ultratop Flanders)        | 11     |
| Bỉ (Ultratop Wallonia)        | 63     |
| Canada (Billboard)            | 10     |
| Đan Mạch (Hitlisten)          | 25     |
| Hà Lan (MegaCharts)           | 9      |
| Pháp (SNEP)                   | 86     |
| Đức (Offizielle Top 100)      | 9      |
| Hungary (MAHASZ)              | 30     |
| Ireland (IRMA)                | 1      |
| Ý (FIMI)                      | 37     |
| New Zealand (RMNZ)            | 1      |
| Ba Lan (ZPAV)                 | 21     |
| Thụy Điển (Sverigetopplistan) | 4      |
| Thụy Sĩ (Schweizer Hitparade) | 9      |
| Anh Quốc (OCC)                | 1      |
| Hoa Kỳ Billboard 200          | 21     |
| Bảng xếp hạng (2015)          | Vị trí |
| Úc (ARIA)                     | 2      |
| Áo (Ö3 Austria)               | 26     |
| Bỉ (Ultratop Flanders)        | 20     |
| Bỉ (Ultratop Wallonia)        | 34     |
| Canada (Billboard)            | 2      |
| Đan Mạch (Hitlisten)          | 3      |
| Hà Lan (MegaCharts)           | 12     |
| Pháp (SNEP)                   | 25     |
| Đức (Offizielle Top 100)      | 9      |
| Hungary (MAHASZ)              | 13     |
| Ireland (IRMA)                | 2      |
| Ý (FIMI)                      | 29     |
| México (AMPROFON)             | 48     |
| New Zealand (RMNZ)            | 2      |
| Ba Lan (ZPAV)                 | 8      |
| Tây Ban Nha (PROMUSICAE)      | 31     |
| Thụy Điển (Sverigetopplistan) | 2      |
| Thụy Sĩ (Schweizer Hitparade) | 4      |
| Anh Quốc (OCC)                | 2      |
| Hoa Kỳ Billboard 200          | 2      |
| Bảng xếp hạng (2016)          | Vị trí |
| Úc (ARIA)                     | 20     |
| Canada (Billboard)            | 15     |
| Đan Mạch (Hitlisten)          | 7      |
| Hà Lan (MegaCharts)           | 15     |
| Đức (Offizielle Top 100)      | 93     |
| Hungary (MAHASZ)              | 36     |
| New Zealand (RMNZ)            | 3      |
| Tây Ban Nha (PROMUSICAE)      | 70     |
| Thụy Điển (Sverigetopplistan) | 20     |
| Thụy Sĩ (Schweizer Hitparade) | 54     |
| Anh Quốc (OCC)                | 20     |
| Hoa Kỳ Billboard 200          | 37     |

## Chứng nhận
| Quốc gia | Chứng nhận   | Số đơn vị/doanh số chứng nhận |
| --- | ------------ | ----------------------------- |
| Úc (ARIA) | 9× Bạch kim  | 630.000^                      |
| Áo (IFPI Áo) | Bạch kim     | 15.000*                       |
| Canada (Music Canada) | 4× Bạch kim  | 320.000‡                      |
| Đan Mạch (IFPI Đan Mạch) | 5× Bạch kim  | 100.000‡                      |
| Pháp (SNEP) | 2× Bạch kim  | 200.000*                      |
| Đức (BVMI) | 3× Bạch kim  | 600.000‡                      |
| Hungary (Mahasz) | Bạch kim     | 6.000^                        |
| Ireland (IRMA) | 14× Bạch kim | 210.000^                      |
| Ý (FIMI) | Bạch kim     | 50.000*                       |
| México (AMPROFON) | Vàng         | 30.000^                       |
| New Zealand (RMNZ) | 9× Bạch kim  | 135.000^                      |
| Na Uy (IFPI) | Vàng         | 15.000*                       |
| Ba Lan (ZPAV) | Kim cương    | 100.000‡                      |
| Bồ Đào Nha (AFP) | Bạch kim     | 15,000^                       |
| Tây Ban Nha (PROMUSICAE) | Vàng         | 20.000‡                       |
| Thụy Điển (GLF) | Bạch kim     | 40.000‡                       |
| Thụy Sĩ (IFPI) | 2× Bạch kim  | 40.000^                       |
| Anh Quốc (BPI) | 10× Bạch kim | 2.750.000                     |
| Hoa Kỳ (RIAA) | 4× Bạch kim  | 2.170.000                     |
| * Chứng nhận dựa theo doanh số tiêu thụ. ^ Chứng nhận dựa theo doanh số nhập hàng. ‡ Chứng nhận dựa theo doanh số tiêu thụ và phát trực tuyến. |              |                               |

## Lịch sử phát hành
| Vùng        | Ngày                 | Phiên bản         | Định dạng               | Hãng đĩa     | Nguồn                   |
| ----------- | -------------------- | ----------------- | ----------------------- | ------------ | ----------------------- |
| Úc          | 20 tháng 6 năm 2014  | Thường Đặc biệt   | CD Tải kỹ thuật số      | Warner Bros. | [ 235 ] [ 236 ]         |
| Đức         | 20 tháng 6 năm 2014  | Thường Đặc biệt   | CD Tải kỹ thuật số      | Warner Bros. | [ 237 ] [ 238 ]         |
| New Zealand | 20 tháng 6 năm 2014  | Thường Đặc biệt   | CD Tải kỹ thuật số      | Warner Bros. | [ 239 ] [ 240 ]         |
| Anh Quốc    | 23 tháng 6 năm 2014  | Thường Đặc biệt   | CD Tải kỹ thuật số      | Warner Bros. | [ 122 ] [ 124 ]         |
| Hoa Kỳ      | 23 tháng 6 năm 2014  | Thường Đặc biệt   | CD Tải kỹ thuật số      | Warner Bros. | [ 241 ] [ 242 ]         |
| Pháp        | 24 tháng 11 năm 2014 | Collector Edition | 2CD                     | Warner Bros. | [ 127 ]                 |
| Nhiều nơi   | 13 tháng 11 năm 2015 | Wembley Edition   | CD/ DVD Tải kỹ thuật số | Warner Bros. | [ 243 ] [ 244 ] [ 245 ] |